# Contea di Wuhu
La contea di Wuhu (芜湖县S, Wúhú XiànP) è una contea della Cina, situata nella provincia dell'Anhui.